# الأم تسيغي مريم غبرو
الأم تسيغي مريم غبرو (بالأمهرية: እማሆይ ፅጌ ማርያም ገብሩK) (12 ديسمبر 1923 - 27 مارس 2023) راهبة إثيوبية اشتهرت بعزفها على البيانو وتأليفها للموسيقى.

## حياتها
ولدت يوبدار غبرو في أديس أبابا بتاريخ 12 ديسمبر 1923 لعائلة ثرية من عرقية أمهرة. أرسلت إلى سويسرا في سن السادسة للدراسة في مدرسة داخلية، حيث درست الكمان. عادت في عام 1933 إلى إثيوبيا فصارت موظفة ومغنية في بلاط هيلا سيلاسي. خلال الحرب الإيطالية الإثيوبية الثانية كانت وعائلتها أسرى حرب لدى الإيطاليين في معسكر الاعتقال في جزيرة أسينارا الإيطالية ثم إلى ميركوجليانو بالقرب من نابولي. بعد الحرب، درس غبرو في القاهرة على يد عازف الكمان البولندي ألكسندر كونتوروفيتش. عاد الإثنان إلى إثيوبيا فعين كونتوروفيتش مديرًا موسيقيًا لفرقة الحرس الإمبراطوري وعملت غبرو كمساعدة إدارية. صدرت أول أسطوانة لها في عام 1967.
أنشئت مؤسسة الأم تسيغي مريم للموسيقى لمساعدة الأطفال المحتاجين في كل من إفريقيا ومنطقة العاصمة واشنطن العاصمة في دراسة الموسيقى. في أبريل 2017 أنتج راديو بي بي سي 4 وثائقيا عن حياتها من تقديم كيت موليسون بعنوان راهبة الهونكي تونك.
أقامت غبرو في دير الأحباش الأرثوذكس في القدس حتى وفاتها في 27 مارس 2023 عن عمر يناهز 99 عامًا.

## موسيقاها
وُصفت موسيقاها بأنها بلوز لحني للبيانو مع إيقاع معقد. عاشت غبرا حياة منعزلة على مدى ثلاثة عقود، قدمت فيها عروضا نادرة، بما في ذلك عرض في مركز الجالية اليهودية في واشنطن العاصمة في 12 يوليو 2008. أقيمت ثلاث حفلات تكريمية لها في القدس في عام 2013 بمناسبة عيد ميلادها التسعين، وأصدرت مجموعة من مقطوعاتها الموسيقية.
أصدرت مجموعة من أعمال غبرو ضمن مجموعة إتيوبيك. صدر الألبوم بعنوان إثيوبيك المجلد 21، أغنية إثيوبيا، صدر في عام 2006.
شاركت موسيقاها أيضًا في ألبوم دليل راف لموسيقى إثيوبا عام 2012 وألبوم دليل راف لموسيقى التهاليل الإفرريقية.

## في الإعلام الشعبي
في عام 2019، استخدمت أغنية لغبرو بعنوان "الحنين إلى الوطن" في حملة إعلانية بعنوان "العودة إلى المنزل" لسماعات "إيكو أوتو" و"إيكو سمارت" من أمازون. كما استخدمت موسيقاها في الموسيقى التصويرية للفيلم الوثائقي الوقت في العام 2020. كما استخدمت مؤلفتين من مؤلفاتها في فيلم نتفليكس اجتياز في العام 2021.

## روابط خارجية
- `` الحياة الاستثنائية للراهبة الغنائية الإثيوبية البالغة من العمر 93 عامًا '' التي نشرتها صحيفة الغارديان ، 17 أبريل 2017
- "Emahoy Tsegué-Maryam Guèbrou" نشرته Boing Boing ، 19 آذار / مارس 2010